# ژان برادن
ژان برادَن (فرانسوی: Jean Bradin‎؛ ۳۰ مه ۱۸۹۹ – ۷ اکتبر ۱۹۶۹) یک هنرپیشه اهل فرانسه بود.
از فیلم‌ها یا برنامه‌های تلویزیونی که وی در آن نقش داشته است می‌توان به شامپاین اشاره کرد.
برادین در منطقه ۵ پاریس به دنیا آمد و در منطقه ۱۵ پاریس درگذشت.

## فیلم شناسی
| نام اصلی فیلم            | نام فیلم به فارسی   | سال عرضه (میلادی) |
| ------------------------ | ------------------- | ----------------- |
| The Island of Despair    | جزیره ناامیدی       | ۱۹۲۶              |
| The Bordellos of Algiers | بوردلوس الجزیره     | ۱۹۲۷              |
| A Modern Dubarry         | یک Dubarry مدرن     | ۱۹۲۷              |
| At the Edge of the World | در لبه جهان         | ۱۹۲۷              |
| Champagne                | شامپاین             | ۱۹۲۸              |
| Moulin Rouge             | مولن روژ            | ۱۹۲۸              |
| Theater                  | تئاتر               | ۱۹۲۸              |
| Ariadne in Hoppegarten   | آریادنه در هاپگارتن | ۱۹۲۸              |
| Call at Midnight         | تماس در نیمه شب     | ۱۹۲۹              |
| Miss Europe              | خانم اروپایی        | ۱۹۳۰              |
| Le secret du docteur     | راز دکتر            | ۱۹۳۰              |
| David Golder             | دیوید گلدر          | ۱۹۳۱              |
| The Accomplice           | همدست               | ۱۹۳۲              |
| Law of the North         | قانون شمال          | ۱۹۳۹              |